# توماس دولورمي
توماس دولورمي مواليد 29 يناير 1990 في تجمع سان مارتين، هو ملاكم محترف بورتوريكي يصنف ضمن فئة وزن الوسط بدأ مسيرته الاحترافية سنة 2008 حيث انتصر في نزاله الأول.

## المسيرة الاحترافية
من نزالاته:
- خسر أمام ترنس كروفورد بالضربة الفنية القاضية (18-04-2015).

## إحصائيات
خاض خلال مسيرته 25 نزالا، فاز في 23 وخسر في 2. فاز بالضربة القاضية في 15 نزالا.

## روابط خارجية
- توماس دولورمي على موقع بوكس ريك (الإنجليزية) (registration required)